# 右筆
右筆（ゆうひつ）は、中世・近世に置かれた武家の秘書役を行う文官のこと。文章の代筆が本来の職務であったが、時代が進むにつれて公文書や記録の作成などを行い、事務官僚としての役目を担うようになった。執筆（しゅひつ）とも呼ばれ、近世以後には祐筆という表記も用いられた。

## 概説
初期の武士においては、その全てが文章の正しい様式（書札礼）について知悉しているとは限らず、文盲の者も珍しくなかった。そこで武士の中では、僧侶や家臣の中で文字を知っている人間に書状や文書を代筆させることが行われた。やがて武士の地位が高まってくると、公私にわたって文書を出す機会が増大するようになった。そこで専門職としての右筆が誕生し、右筆に文書を作成・執筆を行わせ、武家はそれに署名・花押のみを行うのが一般的となった。これは伝統的に書式のあり方が引き継がれてきたために、自筆文書が一般的であった公家とは大きく違うところである。武家が発給した文書の場合、文書作成そのものが右筆によるものでも署名・花押が発給者当人のものであれば、自筆文書と同じ法的効力を持った。これを右筆書（ゆうひつがき）と呼ぶ。
どれほど任せるかは個人差があり、最上義光や伊達政宗のように公私問わず大半が自筆の者、豊臣秀吉のように公文書は任せるが私事の手紙は自ら書く者、足利尊氏のように署名・花押まで右筆に任せてしまう者などがあった。
なお、事務が煩雑化すると、正式な手続を経て決定された事項について右筆が自らの職権の一環として文書を作成・署名を行い、これに主君発給文書と同一の効力を持たせる例も登場する。こうした例は院宣や綸旨などに早くから見られ、後に武家の奉書や御教書などにも採用された。
天皇・皇后の親書などの代筆をする宮内庁の文書専門員は「祐筆」と呼ばれることがある。

## 鎌倉幕府・室町幕府
源頼朝が鎌倉幕府を発足させた時に、京都から下級官人を招いて事務的な業務を行わせたが、その初期に右筆を務めていたのが大江広元である。後に広元が公文所・政所において行政に専念するようになると、平盛時（政所知家事）・藤原広綱・藤原邦通らが右筆を務めた。
その後、将軍や執権のみならず、引付などの幕府の各機関にも右筆が置かれ、太田氏や三善氏などの官人の末裔がその任に当たるようになった。基本的に室町幕府もこの制度を引き継いだが、次第に右筆の中から奉行人に任じられ、発言力を増大させた者たちが右筆方（奉行衆）と呼ばれる集団を構成するようになった。
なお、室町幕府では、行政実務を担当する計方右筆・公文書作成を担当する外右筆（とのゆうひつ）・作事造営を担当する作事右筆などと言った区別があった。

## 織豊政権
戦国時代になると、武家の多くは署名・花押のみを行うのが一般的となった。また戦時に必要な文書を発給するための右筆が戦にも同行するようになった。戦国大名から統一政権を打ち立てた織田・豊臣の両政権では右筆衆（ゆうひつしゅう）の制が定められ、右筆衆が行政文書を作成するだけではなく、奉行・蔵入地代官などを兼務してその政策決定の過程から関与する場合もあった。豊臣政権の五奉行であった石田三成・長束正家・増田長盛は元々豊臣秀吉の右筆衆出身であった。他に右筆衆として著名なものに織田政権の明院良政・武井夕庵・楠長諳・松井友閑・太田牛一、豊臣政権の和久宗是・山中長俊・木下吉隆・安威了佐などがいる。
なお、後述のように豊臣政権の没落後、右筆衆の中には徳川政権によって右筆に登用されたものもおり、右筆衆という言葉は江戸幕府でも採用されている。

## 江戸幕府
戦国大名としての徳川氏にも右筆は存在したと考えられるが、徳川家康の三河時代の右筆は家康の勢力拡大と天下掌握の過程で奉行・代官などの行政職や譜代大名などに取り立てられたために、江戸幕府成立時に採用されていた右筆は多くは旧・室町幕府奉行衆の子弟（曾我尚祐）や関ヶ原の戦いで東軍を支持した豊臣政権の右筆衆（大橋重保）、関東地方平定時に家康に仕えた旧・後北条氏の右筆（久保正俊）などであったと考えられている。
徳川将軍家のみならず、諸大名においても同じように家臣の中から右筆（祐筆）を登用するのが一般的であったが、館林藩主から将軍に就任した徳川綱吉は、館林藩から自分の右筆を江戸城に入れて右筆業務を行わせた。このため一般行政文書の作成・管理を行う既存の表右筆と将軍の側近として将軍の文書の作成・管理を行う奥右筆に分離することとなった。当初は双方の右筆は対立関係にあったが、後に表右筆から奥右筆を選定する人事が一般化すると両者の棲み分けが進んだ。奥右筆は将軍以外の他者と私的な関係を結ぶことを禁じられていたが、将軍への文書の取次ぎは側用人と奥右筆のみが出来る職務であった。奥右筆の承認を得ないと、文書が老中などの執政に廻されないこともあった。また奥右筆のために独立した御用部屋が設置され、老中・若年寄などから上げられた政策上の問題について将軍の指示に基づき調査・報告を行った。このために、大藩の大名はもとより、江戸城を陰で仕切る大奥の首脳であっても、奥右筆と対立することは自己の地位を危うくしかねないものであった。このため、奥右筆の周辺には金品に絡む問題も生じたと言われている。一方、表右筆の待遇は奥右筆よりも一段下がり、機密には関わらず、判物・朱印状などの一般の行政文書の作成や諸大名の分限帳や旗本・御家人などの名簿を管理した。

## 関連作品
- お命頂戴!（1981年、テレビ東京・歌舞伎座テレビ）
主人公・内藤左門（演：片岡孝夫）の職業が奥右筆。